# Hans Reingruber

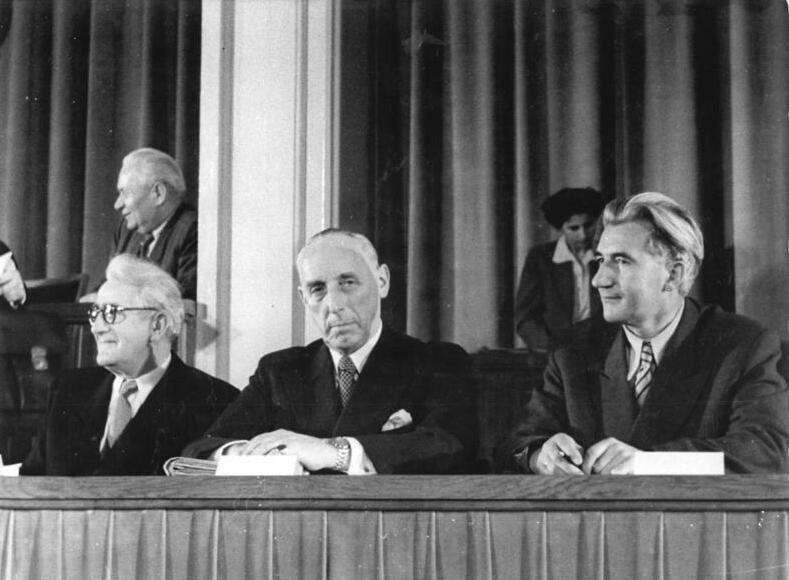
Hans Reingruber (Mitte), zwischen Georg Handke (links) und Paul Wandel (rechts), November 1950

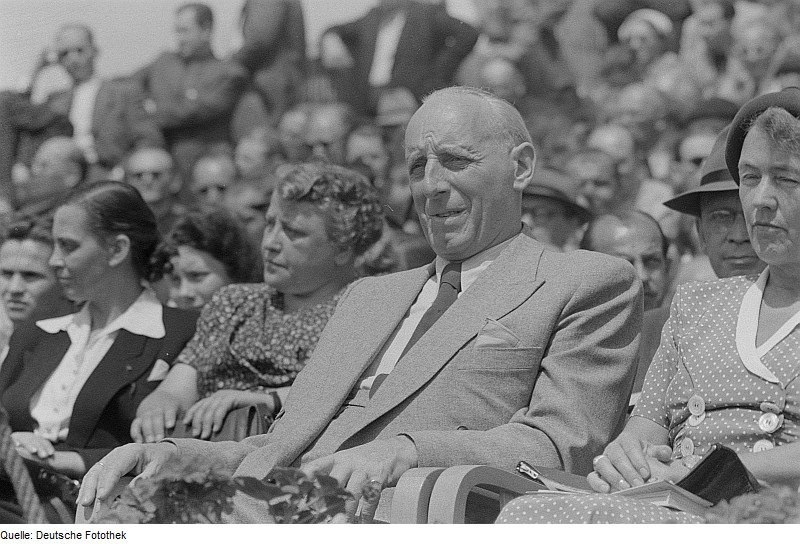
Hans Reingruber, 1952

Hans Reingruber (* 30. April 1888 in Elberfeld, heute Wuppertal; † 14. Januar 1964 in Ost-Berlin) war ein deutscher Verkehrswissenschaftler und Politiker. Er war der erste Minister für Verkehr der DDR.

## Ausbildung und Hochschule
Hans Reingruber studierte nach dem Besuch des Gymnasiums von 1908 bis 1912 Bauingenieurwesen u. a. an der Technischen Hochschule Hannover. Von 1916 bis 1933 war er Ministerialrat im Reichsverkehrsministerium. Nachdem er sich 1933 weigerte, der NSDAP und ihren Organisationen beizutreten, musste er das Ministerium verlassen. Anschließend war er von 1934 bis 1945 Professor für Eisenbahn- und Verkehrswesen an der Technischen Hochschule Dresden, von 1946 bis 1948 dort Prorektor und von 1950 bis 1952 Dekan der dortigen Hochschule für Verkehrswesen Friedrich List. Er engagierte sich maßgeblich – nun bereits Minister für Verkehr im Ministerrat der DDR – für die Entwicklung des neuen Studiengangs Verkehrsingenieurwesen an dieser Fakultät.

## Politik
1946 wurde Hans Reingruber Stadtverordneter in Dresden und Mitglied des Ratsausschusses für den Wiederaufbau der Stadt und von 1946 bis 1950 einziger Abgeordneter des Kulturbundes im Sächsischen Landtag. In diesen Funktionen erwarb er hohe Anerkennung in seinen Anstrengungen um den Wiederaufbau der im Kriege stark zerstörten Stadt Dresden. Im März 1948 wurde er Mitglied des Deutschen Volksrates der Sowjetischen Besatzungszone (SBZ). Am 10. April 1948 wurde Hans Reingruber zum Leiter der Hauptverwaltung Verkehr der Deutschen Wirtschaftskommission (DWK) ernannt (Nachfolger des bisherigen Präsidenten der Zentralverwaltung Verkehr Wilhelm Fitzner). Am 30. Mai 1949 wurde er in das Präsidium des Deutschen Volksrates gewählt und von 1949 bis 1950 war er Mitglied der provisorischen Volkskammer. Am 7. Oktober 1949 wurde er erster Minister für Verkehr im Ministerrat der DDR. Da er auch hier erneut mit der Staatspartei aneckte, musste er zum 30. April 1953 das Amt aufgeben, als das bis dahin bestehende Verkehrsministerium der DDR grundlegend umstrukturiert und ein eigenes Ministerium für Eisenbahnwesen geschaffen wurde. Anlass für seinen Sturz war auch seine großzügige Nutzung eines Eisenbahnsalonwagens für seinen Sommerurlaub 1952. In Anerkennung seiner Verdienste für die Verkehrswissenschaften und das Verkehrswesen erhielt er 1953 die Ehrendoktorwürde der Hochschule für Verkehrswesen und 1958 und 1963 den Vaterländischen Verdienstorden verliehen.
Nach seinem Sturz behielt er seine Professur für Eisenbahn- und Verkehrswesen an der Technischen Hochschule Dresden bis zu seinem Tod. Im Juni 1957 wurde Reingruber vom Staatssekretariat für Hochschulwesen der DDR mit der Leitung des Instituts für Bauwesen und Straßenbau der Fakultät für Bauwesen der TU Dresden beauftragt.
Reingruber wohnte in Berlin-Wendenschloß und starb plötzlich und unerwartet im Alter von 75 Jahren in Ost-Berlin. Seine Witwe Wilma Reingruber veröffentlichte am 2. Februar 1964 eine Danksagung für die Anteilnahme zum Tod ihres Mannes in der überregionalen Tageszeitung „Neues Deutschland“.

## Auszeichnungen
- 1915: Schinkelplakette (auch Schinkeldenkmünze) für seinen Entwurf zur „Umgestaltung des Stettiner Bahnhofs in Berlin, des Bahnhofs Gesundbrunnen und der dazwischenliegenden Eisenbahnstrecke“[8]
- 1953: Ehrentitel Verdienter Eisenbahner der Deutschen Demokratischen Republik
- 1958 und 1963: Vaterländischer Verdienstorden in Silber